# .45-70
El cartucho de fusil .45-70, también conocido como .45-70 Government, fue desarrollado en el Arsenal de Springfield del Ejército de los Estados Unidos para ser utilizado por el fusil Springfield Modelo 1873. Este nuevo cartucho fue el reemplazo del cartucho provisorio .50-70 Government adoptado en 1866, un año después del término de la Guerra de Secesión.

## Nomenclatura
La identificación completa del nuevo cartucho era .45-70-405, pero también fue llamado como ".45 Government" en catálogos de ventas. La nomenclatura de su tiempo se basaba en tres propiedades del cartucho:
- .45: diámetro nominal de la bala, medido en centésimas de pulgadas, Ej.: 0.458 pulgadas (11,63 mm);
- 70: peso de la carga propulsora de pólvora negra, medida en granos, Ej.: 70 granos (4,56 g);
- 405: peso de la bala de plomo, medida en granos, Ej.: 405 granos (26,2 g).

La precisión o puntería aceptable del .45-70 de 1873 era de aproximadamente 100 mm a 91 metros, aunque la pesada y lenta bala describía una trayectoria en forma de parábola, ya que esta caía varios metros al ser disparada a distancias más lejanas de 200 metros. Un tirador avezado, disparando a una distancia conocida, podría acertar consistentemente un blanco de 1,8 x 1,8 metros a 550 metros—el blanco estándar del ejército estadounidense. La precisión de este cartucho fue de algún valor real solo cuando se efectuaban múltiples tiros a la vez, ya que realizar tiros de precisión a un blanco del tamaño de un hombre solo era efectivo hasta aproximadamente 270 m.
Después de las pruebas de Sandy Hook en 1879, se comenzó a producir una nueva variante de este cartucho, el .45-70-500, el cual montaba una bala de 500 granos (32,5 g). Esta bala más pesada presentaba superiores características balísticas y podía alcanzar blancos a 3.120 m, mucho más que el alcance máximo del .45-70-405. Mientras que el alcance efectivo del .45-70 en blancos individuales era limitado a unos 915 m, la bala más pesada podía infligir heridas mortales a 3.200 m. A esas distancias, las balas golpeaban con la punta por delante, en un ángulo de 30°, penetrando tablones de roble con un espesor de 2,5 cm para luego seguir su trayectoria, atravesando otros 20 cm de la arena que estaba detrás. Se esperaba que el alcance incrementado del .45-70-500 permitiría fuego en ráfaga a mayores distancias de las normalmente esperadas del fuego de infantería.

### Diámetro de bala
Mientras el diámetro nominal del ánima del cañón era de 11,4 mm (.450 pulgadas), el diámetro del ánima rayada era cercano a 11,6 mm (.458 pulgadas). En ese entonces era costumbre que varios cartuchos comerciales producidos en Estados Unidos viniesen envueltos en un par de capas de papel fino. Este parche ayudaba a sellar el ánima, evitando que la suave bala de plomo estuviese en contacto directo con el ánima rayada. Tal como el trozo de tela o el papel utilizado en las armas de avancarga, este parche de papel caía tan pronto como la bala salía del cañón. Las balas parchadas eran fabricadas en plomo blando y presentaban un diámetro de 11,4 mm. Cuando eran envueltas en dos capas de papel de algodón, estas alcanzaban un diámetro final de 11,6 mm, igualando así el del ánima rayada. Estas balas parchadas aún se encuentran disponibles, y algunos tiradores que utilizan cartuchos de pólvora negra aún "enrollan" sus propias balas para utilizarlas en caza y tiro competitivo.